# バザールでござーる
バザールでござーるは、日本電気（NEC）の販売促進キャンペーンである。
1991年11月に初のキャンペーンCMが放映され、CMに登場する「バザール・デ・ゴザール」というサルのキャラクターと、CM最後に流れるジングル「バザールでゴザ～ル～！」というキャッチコピーが人気となり、やがてNECのマスコットとして定着した。後にバザールでござーるには家族が新たに登場し、家系図も公開されCMにも出演した。CM公開時には関連するキャラクター商品も多く作られた。
プロデュースは「だんご3兄弟」や『ピタゴラスイッチ』で知られるメディアクリエーター佐藤雅彦。

## 概要
毎年年末に行われていた「NEC冬の情報生活市」の名称からまず「市＝市場＝バザール」のイメージが生まれ、そこから「バザールでござーる」というキャンペーン名称が先行で生み出され、後に発想でキャラクターが考案された。キャラクターを起用したのは、女性や高齢者を含めた一般の人々にNECのパソコン・ワープロをアピールする手段として考案された。
バザール・デ・ゴザールの「（旧）ザイール出身」という設定は、佐藤雅彦が1994年に語ったところによれば、「『バザール・デ・ゴザール』という音の響きがフランス系（のイメージ）」だということから、アフリカのフランス語圏の国で、「バザールでござーる」とも語呂が合うということで決められたとしている。また、公式サイトでは、バザールの好物・バナナの世界的な産地だからとしている。
CMのジングル（サウンドロゴ）は明治大学グリークラブが、バザールの声は財津一郎が担当。最近では、店頭などでの販促活動による登場が多くなっているが、テレビや新聞などのメディアに登場する機会は減ってきている。また、NEC製の携帯電話の一部ではプリインストール（ピクチャ）やマチキャラ（NTTドコモのみ）に「バザールでござーる」があり、設定することができる。

## CMの内容
CMの内容は、バザール・デ・ゴザールがNECのお店に行こうとするが、いつも何らかの障害に遭い、それを乗り越えたり回避したりしようとするが失敗してしまうというのが基本のストーリーの、15秒程度のショートコント形式。財津一郎が常にセリフを喋り続けているのが特徴。その一例として、第一回のCMの内容を挙げる。
「寄り道はいけないでござーる」篇
バザールでござーる、バザールでござーる。
NECのお店に行くでござーる。『トーキーでござーる』が当たるでござーる。
やっ！バナナだ！？　でも寄り道はいけないでござーる。でも、目の前のものには弱いでござーる。
（バナナを取ろうとして、カゴの罠に引っかかるバザール）　SE『バザールでござーる♪』

## 関連商品
関連商品としては以下のものがある。2020年12月から提供コンテンツを縮小しているが、2022年1月現在でも公式サイト上において、カレンダーやスマートフォン用の壁紙が提供されるなど、NECの販売促進キャラクターとして引き続き活躍している。

### 音楽CD
- 『バザール3兄弟音頭』

（NECアベニュー/日本コロムビア 歌：財津一郎、1994年7月10日発売。規格品番：NADL-1088）
CMでバザール、ジャン＝クロール、スモールの3兄弟が踊っていた楽曲。
1994年版は2万5000枚を売り上げた。「だんご3兄弟」が日本国内でブームとなっていた時期によく比較対象されたことで話題となり、再発売を望む声が上がった。1999年4月7日にシングルCDが再発売された（NECインターチャネル、規格品番：NEDS-8001）。

### 絵本
- 『バザールでござーるの小冒険』

（東京書籍、作：佐藤雅彦、内野真澄、絵：水口克夫、1994年8月発売。ISBN 4487753775）
1994年10月中旬現在で約10万部を発行した。
- 『バザールでござーるのバナナ裁判』

（東京書籍、作：佐藤雅彦、内野真澄、絵：水口克夫、1995年10月発売。ISBN 4487754356）

### ゲーム
- 『バザールでござーるのゲームでござーる』 NECホームエレクトロニクス

（PCエンジン・SUPER CD-ROM2専用ソフト、：1996年7月26日発売 定価7,800円）
製作はポケットモンスターの製作元で知られるゲームフリークが担当。
バザールがゴールにたどり着くように、いくつかの行動の中から指定してバザールに動いてもらうパズルゲームである。
バザールに指示できる行動は、下記の8つ。
- 右に歩く
- 左に歩く
- 右にジャンプ
- 左にジャンプ
- すわる
- でんぐりがえし
- まわる
- おす

## 設定

### 主人公
バザール・デ・ゴザール (Bazar dé Gozzare)
旧ザイール（コンゴ民主共和国）出身。日本文化を勉強するために来日した。
11月10日生まれ（この日は第1回キャンペーンの開始日である）。
好物はバナナ。性格はおっちょこちょいでさみしがり。語尾は「ござーる」。

### 家族
デッサン・デ・ゴザール
バザールの父。画家。
ショコラ・デ・ゴザール
バザールの母。
ジャン＝クロール・デ・ゴザール
バザールの兄。パリの大学院に留学。カナヅチ。
スモール・デ・ゴザール
バザールの弟。
ゴダール・デ・ゴザール
バザールの父方の祖父。農園業。
ビネガー・デ・ゴザール
バザールの父方の祖母。
カント・ド・ルコント
バザールの母方の祖父。元大学教授。
ヴァニラ・ド・ルコント
バザールの母方の祖母。
テリーヌ・シルブプレ
バザールの姉。既婚で子持ち。
アンドレ・シルブプレ
バザールの義兄。テリーヌの夫。
パテ・シルブプレ
バザールの甥。テリーヌの息子。

## 放映リスト
1. 「寄り道はいけないでござーる」篇 (1991年11月23日 - 12月29日)
2. 「ロープ渡り」篇 (1992年2月22日 - 4月5日)
3. 「渡りに竹竿でござーる」篇 (1992年6月13日 - 7月31日)
4. 「バザールはトロッコに乗って」篇 (1992年11月21日 - 1993年1月10日)
5. 「上る一方でござーる」篇 (1993年2月20日 - 4月4日)
6. 「マイ・ファミリーでござーる」篇 (1993年6月12日 - 8月1日)
7. 「峠の一本道」篇 (1993年11月20日 - 12月31日)
8. 「君子、危うきに近づけず」篇 (1994年2月26日 - 4月10日)
9. 「ござーる3兄弟の夏祭り」篇（1994年6月25日 - 7月31日）
10. 「いのししはNECを目指す」篇 (1994年11月19日 - 12月31日)
11. 「バザールでござーるをさがせ」篇 (1995年2月25日 - 4月9日)
12. 「スイカ割りの達人」篇 (1995年6月17日 - 7月31日)
13. 「冬山の出来事」篇 (1995年11月18日 - 12月31日)
14. 「春の小川にかける橋」篇 (1996年2月24日 - 4月7日)
15. 「すすめ、ワニ号」篇 (1996年6月22日 - 7月31日)
16. 「NECのお店へレッツ・モー!」篇 (1996年11月16日 - 12月31日)
17. 「ござーる3兄弟の犯人は誰だ!」篇（1997年6月21日 - 7月31日）
18. 「虎の冬眠」篇（1997年11月22日 - 12月31日）
19. 「冬のスポーツ」篇（1998年11月7日 - 12月31日）
20. 「こんがり日焼けの巻」篇 (1999年6月5日 - 8月8日)
21. 「インターネット兄弟」篇 (1999年11月20日 - 12月31日)
22. 「バザールでマンボ」篇 (2000年6月10日 - 8月20日)
23. 「家族そろって大革命」篇（2002年11月16日 - 2003年1月13日）
24. 「びっくりシマリス」篇 (2003年11月21日 - 2004年1月6日)